# 曾德威
曾德威（1894年—1951年），四川省資陽縣人，原名學道。1894 年 5 月 24 日生,弟兄 7
人。父曾敬儒字主宾、母卢氏。家有祖业田土 800 余亩。中華民國陸軍少將參謀長。後任四川省第九區行政督察專員兼四川省第九區保安司令。因喜書畫，與張大千、齊白石等書畫名家都有很深的交往。又是張大千母親曾友貞至親。

## 簡歷[4][5][6][7][8]
保定軍官第八期步兵科畢業（同期學員有：陳誠，周至柔）。在內政部縣市行政講習所和中訓團黨政班第二期畢業。
- 民國九年（1920年）先後在川軍六師、五師等逐步升為上校團長。
- 民國十六年（1927年）2月任國民革命軍第二十一軍司令部參謀，駐防鋼樑縣兼知事。
- 民國二十一年（1932年）任二十八軍部參謀處長/上校。
- 民國二十二年（1933年）10月升為四川剿匪軍第一路前敵指揮部參謀長/少將。後在崇慶、隆昌、榮縣等縣任縣長。
- 民國二十五年（1936年）主修《隆昌縣志》。全志共分十五卷，四十八萬餘字，較為詳盡地記述了清末至民國二十五年間隆昌縣的歷史與狀況[9]
- 民國三十年（1941年）任四川省第十五區(達縣)專員兼保安司令，後任四川省第九區行政督察專員兼四川省第九區保安司令（第九行政區轄萬縣、開縣、忠縣、雲陽、奉節、巫山、巫溪、城口八縣）。

1942年到萬縣視事。1948年曾競選立法委員。
1951年死於土地改革運動。

## 外部連結
-新发现民国《 隆昌县志》
-荣县县长:曾德威《解放前荣县的照相业》
-“德威路”因系战争胜利后建成，后改名胜利路。
-第1屆中華民國立法委員名單